# 3 Tracks EP
3 Tracks EP (también nombrado Orinoco Flow · 3 Tracks EP) es una compilación de 3 exitosos temas compuestos por la cantante irlandesa Enya como una edición especial de lo mejor de sus trabajos hasta el '90. Básicamente se comercializó en su totalidad en Japón, uno de los principales países en donde llega la música de Enya. Como pocos artistas lo hacen, Enya ha incursionado en publicación de discos en álbumes EP, algo muy provechoso y que ha constituido parte importante y crucial en su carrera. En cuanto a esto el presente álbum fue lanzado como EP, al igual que su predecesor 6 Tracks y muchos de sus siguientes trabajos.

## Lista de temas
| Nº | Tema                        | Duración |
| -- | --------------------------- | -------- |
| 1. | "Orinoco Flow (7" Versión)" | 3:41     |
| 2. | "Evening Falls..."          | 3:49     |
| 3. | "Storms In Africa (Part 2)" | 3:01     |

## Producción
- Coproducido por Enya y Ross Cullum
- Compuesto por Enya
- Letras por Roma Ryan
- Producido por Nicky Ryan